# 가야노촌 (오사카부)
가야노촌(일본어: 萱野村)은 일본 오사카부 데시마군·도요노군에 설치되었던 촌이다. 현재의 미노오시 중앙부에 해당한다.